# Andra Pradexe
Andra Pradexe (em télugo: ఆంధ్ర ప్రదేశం; Āndhra Prādesh; em inglês: Andhra Pradesh), é um dos estados da Índia. Seus limites são os Estados de Telanganá a  oeste e Maarastra, Chatisgar e Orissa a norte, o golfo de Bengala a sudeste (nesta direção fica o Território das ilhas Andamão e Nicobar), e os Estados de Tâmil Nadu a sul e Carnataca a sudoeste e oeste. Sua capital é Amaravati. Outras cidades importantes são Guntur, Vijayawada, Visagapatão e Kurnool. Andra Pradexe é o maior Estado, em população e em área, da região da Índia Meridional.
Em 2 de junho de 2014, a parte noroeste de Andra Pradexe foi separada para formar o novo estado de Telanganá.
A antiga capital de Andra Pradexe, Haiderabade, foi transferida para Telanganá como parte da divisão. No entanto, de acordo com a Lei de Reorganização de Andra Pradexe, 2014, Haiderabade continuará a ser a capital de jure dos estados de Andra Pradexe e Telanganá por um período de tempo não superior a 10 anos.

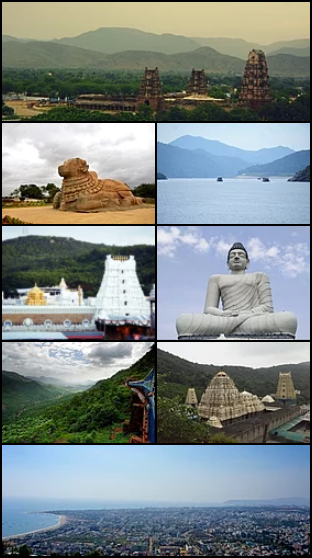

## Economia
A agricultura é a principal fonte de renda deste estado indiano. O arroz, a cana-de-açúcar, o algodão e o tabaco são os cultivos principais. Recentemente se instalaram algumas indústrias de tecnologia de informação e biotecnologia.

## Divisões
Andra Pradexe pode ser dividida em quatro regiões governamentais: Andra Costeira, Utarandra (ou Andra Corteira do Norte), Raialasema e Telangana.
Ao todo o estado de Andra Pradexe está subdividido em 23 distritos:
| Código | Nome               | Capital       | População (2001) | Área (km²) | Densidade (hab/km²) |
| ------ | ------------------ | ------------- | ---------------- | ---------- | ------------------- |
|        | Anantapur          | Anantapur     |                  |            |                     |
|        | Chitur             | Chitur        |                  |            | 246                 |
|        | Godavari Ocidental | Eluru         |                  |            |                     |
|        | Godavari Oriental  | Kakinada      |                  |            |                     |
|        | Guntur             | Guntur        |                  |            |                     |
|        | Kadapa             | Kadapa        |                  |            |                     |
|        | Krishna            | Machilipatnam |                  |            |                     |
|        | Kurnool            | Kurnool       |                  |            |                     |
|        | Nelore             | Nelore        |                  |            |                     |
|        | Prakasam           | Ongole        |                  |            |                     |
|        | Srikakulam         | Srikakulam    |                  |            |                     |
|        | Visagapatão        | Visagapatão   |                  |            |                     |
|        | Vizianagaram       | Vizianagaram  |                  |            |                     |

## Maiores cidades
| Pos. | Cidade      | População |
| ---- | ----------- | --------- |
| 1    | Visagapatão | 1 728 128 |
| 2    | Vijayawada  | 1 476 931 |
| 3    | Guntur      | 670 073   |
| 4    | Nelore      | 558 548   |
| 5    | Kurnool     | 778 947   |
| 6    | Rajahmundry | 476 873   |
| 7    | Tirupati    | 461 900   |
| 8    | Kakinada    | 443 028   |
| 9    | Kadapa      | 344 893   |
| 10   | Anantapur   | 340 613   |

A Religião de Andra Pradexe está definida em hindus (54,8%), muçulmanos (41,4%), shiks (1,9%), cristãos (1,6%) e outros (0,3%).